# Equazione differenziale lineare di ordine superiore al primo
Un'equazione differenziale lineare di ordine superiore al primo è un'equazione differenziale lineare in cui compaiono derivate di ordine generico della funzione incognita.

## Definizione
Un'equazione differenziale lineare di ordine n completa a coefficienti variabili ha la forma:
{\displaystyle y^{(n)}+a_{1}(x)\cdot y^{(n-1)}+a_{2}(x)\cdot y^{(n-2)}+\cdots +a_{n-1}(x)\cdot y'+a_{n}(x)\cdot y=f(x)}
Una tale equazione è in generale particolarmente difficile da risolvere, qualora sia possibile. Nel caso in cui tutti i coefficienti sono funzioni costanti:
{\displaystyle \,y^{(n)}+a_{1}\cdot y^{(n-1)}+a_{2}\cdot y^{(n-2)}+\cdots +a_{n-1}\cdot y'+a_{n}\cdot y=f(x)}
l'equazione si risolve trovando una soluzione all'equazione lineare omogenea associata, alla quale si somma una soluzione particolare dell'equazione completa. Il corrispondente problema di Cauchy:
{\displaystyle {\begin{cases}y(x=x_{0})=y_{0}\\y'(x=x_{0})=y_{1}\\\vdots \\y^{(n)}(x=x_{0})=y_{n}\end{cases}}}
è allora risolvibile e fornisce una e una sola soluzione.

### Esempio
Il più facile esempio di equazione differenziale di ordine n è:
{\displaystyle y^{(n)}=f(x)}
il cui integrale è facilmente ricavabile:
{\displaystyle y=\int _{n}f(x)\,dx^{n}+c_{1}x^{n-1}+c_{2}x^{n-2}+\cdots +c_{n-1}x+c_{n}}
Si tratta di integrare n volte la {\displaystyle f(x)}.
Un esempio numerico è {\displaystyle y'''=\sin x}, dove integrando tre volte successivamente si ha:
{\displaystyle y''=-\cos x+c_{1}^{''}\qquad y'=-\sin x+c_{1}^{'}\cdot x+c_{2}^{'}\qquad y=\cos x+c_{1}\cdot x^{2}+c_{2}x+c_{3}}

## Equazione omogenea
Si può dimostrare che il wronskiano delle soluzioni dell'equazione differenziale è la soluzione generale dell'equazione omogenea associata. Le soluzioni devono essere indipendenti, e ciò implica che il wronskiano sia diverso da zero. La sua soluzione si ottiene con una procedura analoga a quella per le equazioni differenziali lineari del secondo ordine a coefficienti costanti, in cui si devono trovare le radici dell'equazione caratteristica associata:
{\displaystyle \lambda ^{n}+a_{1}\cdot \lambda ^{n-1}+a_{2}\cdot \lambda ^{n-2}+\cdots +a_{n-1}\cdot \lambda +a_{n}=0}
- Se le radici {\displaystyle \lambda _{i}} sono tutte distinte allora le soluzioni sono della forma:

{\displaystyle y=e^{\lambda _{i}\cdot x}}
- Se una radice, ad esempio {\displaystyle \lambda _{1}}, è soluzione multipla di molteplicità {\displaystyle s}, allora affinché le sue soluzioni siano indipendenti devono avere la forma:

{\displaystyle e^{\lambda _{1}\cdot x}\quad xe^{\lambda _{1}x}\quad x^{2}e^{\lambda _{1}x}\quad \cdots \quad x^{s-1}e^{\lambda _{1}x}}
- Se una radice è unica ed è la complessa coniugata di un'altra, ovvero {\displaystyle \lambda _{1,2}=c\pm id}, allora:

{\displaystyle e^{cx}\cos(dx),e^{cx}\sin(dx)}
- Se la radice complessa coniugata {\displaystyle \lambda =c\pm id} è multipla con molteplicità {\displaystyle r} si ha:

{\displaystyle e^{cx}\cos(dx)\quad xe^{cx}\cos(dx)\quad x^{2}e^{cx}\cos(dx)\quad \cdots \quad x^{r-1}e^{cx}\cos(dx)}
{\displaystyle e^{cx}\sin(dx)\quad xe^{cx}\sin(dx)\quad x^{2}e^{cx}\sin(dx)\quad \cdots \quad x^{r-1}e^{cx}\sin(dx)}
La soluzione del problema di Cauchy si ottiene determinando il valore delle n costanti di integrazione che appaiono nella soluzione dell'omogenea.

## Equazione completa
In generale per risolvere l'equazione caratteristica associata bisogna sommare alla soluzione dell'omogenea una soluzione particolare, ottenibile con il metodo delle variazioni delle costanti o metodo di Lagrange. Nel seguito si considerano alcuni casi particolari:
- Sia:

{\displaystyle f(x)=P(x)}
dove {\displaystyle P(x)} è un polinomio di grado m. In questo caso si cerca una soluzione particolare del tipo {\displaystyle u(x)=P_{1}(x)}, dove {\displaystyle P_{1}(x)} è un polinomio formale di grado m. Se tuttavia la soluzione dell'omogenea è nulla, allora si deve cercare una soluzione del tipo:
{\displaystyle u(x)=x^{r}P_{1}(x)}
- Sia:

{\displaystyle f(x)=A\cdot e^{\alpha x}}
dove {\displaystyle A} è una costante data. Se {\displaystyle \alpha } non è una radice dell'equazione omogenea associata, si cerca una soluzione particolare del tipo:
{\displaystyle u(x)=B\cdot e^{\alpha x}}
dove {\displaystyle B} è una costante da determinare. Nel caso {\displaystyle \alpha } sia radice di molteplicità {\displaystyle r} si cerca una soluzione del tipo:
{\displaystyle u(x)=x^{r}\cdot B\cdot e^{\alpha x}}
- Sia:

{\displaystyle f(x)=P(x)\cdot e^{\alpha x}}
dove {\displaystyle P(x)} è un polinomio di grado m. Se {\displaystyle \alpha } non è una radice dell'equazione omogenea associata, si cerca una soluzione particolare del tipo:
{\displaystyle u(x)=P_{1}(x)\cdot e^{\alpha x}}
dove {\displaystyle P_{1}} è un polinomio formale di grado m. Nel caso {\displaystyle \alpha } sia radice di molteplicità {\displaystyle r} si cerca una soluzione del tipo:
{\displaystyle u(x)=x^{r}\cdot P_{1}(x)\cdot e^{\alpha x}}
- Se {\displaystyle f} possiede una delle seguenti espressioni:

{\displaystyle f(x)=A\cdot \cos(\beta x)\qquad f(x)=B\cdot \sin(\beta x)\qquad f(x)=A\cdot \cos(\beta x)+B\sin(\beta x)}
dove {\displaystyle A} e {\displaystyle B} sono costanti date, allora se {\displaystyle i\beta } non è una radice dell'equazione omogenea associata si cerca una soluzione particolare del tipo:
{\displaystyle f(x)=C\cdot \cos(\beta x)+D\sin(\beta x)}
dove {\displaystyle C} e {\displaystyle D} sono costanti da determinare. Nel caso {\displaystyle i\beta } sia radice di molteplicità {\displaystyle r} si cerca una soluzione del tipo:
{\displaystyle f(x)=x^{r}\left(C\cdot \cos(\beta x)+D\sin(\beta x)\right)}
- Sia:

{\displaystyle f(x)=f_{1}(x)+f_{2}(x)+...+f_{m}(x)}
Per la linearità dell'equazione si può risolvere separatamente:
{\displaystyle y^{(n)}+a_{1}y^{(n-1)}+\cdots +a_{n}y=f_{i}(x)\qquad i=1,...,m}
e successivamente sommare le {\displaystyle u_{i}(x)} soluzioni:
{\displaystyle u=u_{1}+u_{2}+\cdots +u_{m}}